# Михнівська волость
Михнівська волость — адміністративно-територіальна одиниця Ізяславського повіту Волинської губернії з центром у селі Михнів. 
Наприкінці ХІХ ст. до волості було приєднано більшість поселень (Підлясці, Топори, Щурівці, Щурівчики) ліквідованої Ріпківської волості.

Станом на 1886 рік складалася з 14 поселень, 14 сільських громад. Населення — 5707 осіб (2736 чоловічої статі та 2971 — жіночої), 912 дворових господарств.
|                     | Площа, десятин | У тому числі орної, десятин |
| ------------------- | -------------- | --------------------------- |
| Сільських громад    | 7067           | 5114                        |
| Приватної власності | 2734           | 1762                        |
| Іншої власності     | 268            | 191                         |
| Загалом             | 10069          | 7067                        |

Поселення волості:
- Михнів — колишнє власницьке село при річці Горинь, 1365 осіб, 218 дворів; волосне правління (12 верст від повітового міста); православна церква, школа, постоялий будинок, 2 лавки, 2 кузні, 2 водяних млини, 2 маслобійних заводи.
- Мислятин — колишнє власницьке село при річці Горинь, 640 осіб, 108 дворів, православна церква, школа, постоялий будинок, 2 кузні, водяний млин.
- Пилки — колишнє власницьке село, 357 осіб, 70 дворів, православна церква, школа, лавка, постоялий будинок.
- Теліжинці — колишнє власницьке село, 661 особа, 131 двір, православна церква, школа, постоялий будинок.
- Чижівка — колишнє державне село при річці, 261 особа, 38 дворів, постоялий будинок, пивоварний завод.
- Шельвів — колишнє власницьке село річці Горинь, 790 осіб, 80 дворів, православна церква, школа, постоялий будинок.